# デリー・スルターン朝

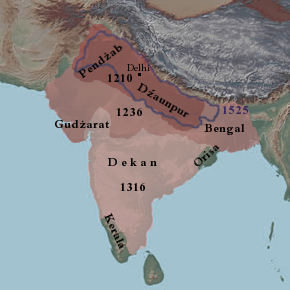
デリー・スルターン朝の版図

デリー・スルターン朝（デリー・スルターンちょう、Delhi Sultanate）は、13世紀初頭から16世紀初め（1206年 - 1526年）までの約320年間デリーを中心に主として北インドを支配した5つのイスラーム王朝の総称。名称に関しては、デリー・スルタン朝、デリー諸王朝、デリー・サルタナットなど様々ある。

## 概要
具体的には、次の5王朝を指す。このうちローディー朝のみアフガン系で、そのほかはトルコ系の王朝である。
- 奴隷王朝（1206年 - 1290年）
- ハルジー朝（ヒルジー朝、1290年 - 1320年）
- トゥグルク朝（1320年 - 1414年）
- サイイド朝（1414年 - 1451年）
- ローディー朝（1451年 - 1526年）

13世紀から100年にわたってモンゴルのインド侵攻（1221年 - 1320年）にさらされた。
なお、ムガル帝国のフマーユーンを破り、北インド一帯を1540年から1555年にかけて支配したシェール・シャーのスール朝をデリー・スルターン朝として数える場合がある。

## 歴史

### 奴隷王朝
1206年、ムハンマド・ゴーリーの死後、その軍人奴隷たるクトゥブッディーン・アイバクはゴール朝の北インド領を支配する政権として、デリー・スルターン朝を打ち立てた。アイバクが打ち立てたこの王朝は、王朝の創始者をはじめとする3人が軍人奴隷であったことから「奴隷王朝」と呼ばれている。
1210年、アイバクが死亡すると、翌年にシャムスッディーン・イルトゥトゥミシュが君主となった。彼はベンガル、シンド、ムルターン、ラホールなど北インド一帯を征服した。
だが、その死後に貴族らが政権を握ると、息子や娘による短期間の統治が続き、最終的にギヤースッディーン・バルバンが政権を握った。1266年にイルトゥトゥミシュの息子が没すると、自身が王位を継いだ。バルバンは貴族をおさえ、王権を強化した。
1286年、バルバンが死ぬと孫のムイズッディーン・カイクバードが継いだが、貴族が再び伸長し、カイクバードは傀儡となった。

### ハルジー朝

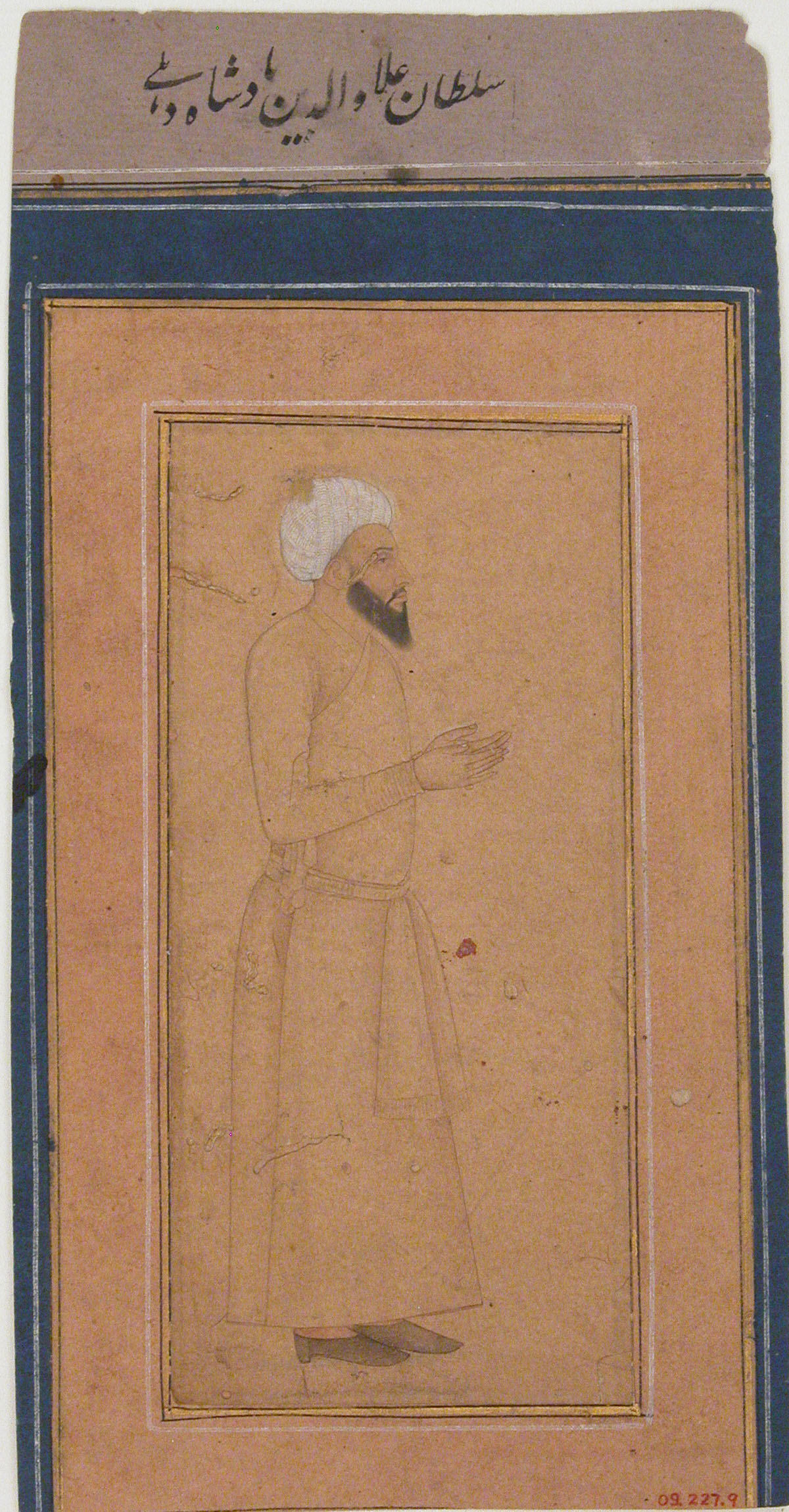
アラー・ウッディーン・ハルジー

奴隷王朝の混乱に乗じ、辺境ではハルジー族が勢力を拡大した。1290年に奴隷王朝の武将でありハルジー族の族長ジャラールッディーン・ハルジーが奴隷王朝を滅ぼし、デリー・スルターン朝の2番目の王朝であるハルジー朝を創始した。
だが、1296年にジャラールッディーンは甥のアラー・ウッディーン・ハルジーに暗殺された。アラー・ウッディーンは軍を整え、デカン地方、南インドに遠征軍を送り、ヤーダヴァ朝、カーカティーヤ朝、ホイサラ朝を臣従させた。
アラー・ウッディーンの治世晩年、その有能な武将であり家臣マリク・カーフールの専横が目立つようになった。その死後、マリク・カーフールが実権を握ったがすぐに暗殺され、混乱が続いた。

### トゥグルク朝

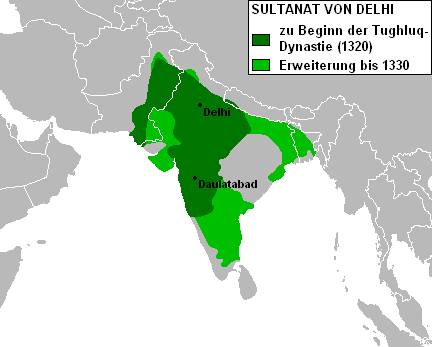
トゥグルク朝の領域

1320年、ハルジー朝の武将ギヤースッディーン・トゥグルクがデリーを制圧、デリー・スルターン朝の3番目の王朝であるトゥグルク朝を開いた。彼自身はベンガル地方に遠征し、息子にはデカン、南インドを任せて、カーカティーヤ朝とパーンディヤ朝を滅ぼし、広大な版図を獲得した。
次のムハンマド・ビン・トゥグルクの治世、王子時代に獲得したデカン、南インドの広大な領土を統治をするためにデリーからダウラターバードへと遷都した。だが、この遷都は結果的に失敗し、デリーへと再遷都後、各地で反乱が相次いだ。この過程で、マドゥライ・スルターン朝、ヴィジャヤナガル王国、バフマニー朝、ベンガル・スルターン朝が誕生した。
1351年、従兄弟のフィールーズ・シャー・トゥグルクが王位を継承すると、先代から続く混乱は収まり、内政面では大きな功績をあげた。だが、ベンガル地方への遠征は失敗するなど、喪失した領土は奪還できなかった。
1389年、フィールーズ・シャーが死亡すると、一族の間で王位をめぐる争いが発生し、1398年にはティムールの侵攻があって、デリーが略奪・破壊された。また、その前後にジャウンプル・スルターン朝、マールワー・スルターン朝、グジャラート・スルターン朝が成立した。

### サイイド朝
1414年、ティムールの代官でもあったヒズル・ハーンはデリーを制圧し、デリー・スルターン朝の4番目の王朝であるサイイド朝を開いた。
だが、サイイド朝はトゥグルク朝の領土をそのまま継承しただけなので、首都デリーとその周辺しか支配していなかった。加えてジャウンプル・スルターン朝やマールワー・スルターン朝、メーワール王国に囲まれて、王権は不安定だった。
ムハンマド・シャーの治世、数人の貴族らが政権を握り、マールワーにデリーを制圧するように要請することもあった。また、パンジャーブ一帯に力を持ったアフガン系ローディー族が台頭した。

### ローディー朝
こうしたなか、1451年にローディー族の族長バフルール・ローディーがデリーを制圧し、デリー・スルターン朝の5番目の王朝であるローディー朝を開いた。その治世、ジャウンプル・スルターン朝と長い戦いがあり、1479年にその首都ジャウンプルを征服した。
次のシカンダル・ローディーは名君であり、ジャウンプルを完全に支配下に置き、ビハールも併合し、デリーの南に存在したラージプートのグワーリヤル王国に征服しようとした。また、デリーからアーグラへと遷都し、内政面でも成功をおさめ、その領土には平和が保たれた。
だが、イブラーヒーム・ローディーの時代、父の代からの貴族勢力と衝突し、またメーワール王国にも敗北し、バーブルがパンジャーブに侵攻するなど、王朝は混乱が続いた。そして、1526年にイブラーヒームはバーブルにパーニーパットの戦いで敗北して戦死、ここにデリー・スルターン朝は滅亡した。

## 歴代君主

### 奴隷王朝
1. クトゥブッディーン・アイバク（在位：1206年 - 1210年）
2. アーラーム・シャー（在位：1210年 - 1211年）
3. シャムスッディーン・イルトゥトゥミシュ（在位：1210年 - 1236年）
4. ルクヌッディーン・フィールーズ・シャー（在位：1236年）
5. ラズィーヤ（在位：1236年 - 1240年）
6. ムイズッディーン・バフラーム・シャー（在位：1240年 - 1242年）
7. アラー・ウッディーン・マスウード・シャー（在位：1242年 - 1246年）
8. ナーシルッディーン・マフムード・シャー（在位：1246年 - 1266年）
9. ギヤースッディーン・バルバン（在位：1266年 - 1287年）
10. ムイズッディーン・カイクバード（在位：1287年 - 1290年）
11. シャムスッディーン・カユーマルス（在位：1290年）

### ハルジー朝
1. ジャラールッディーン・フィールーズ・シャー（在位：1290年 - 1296年）
2. アラー・ウッディーン・ムハンマド・シャー（在位：1296年 - 1316年）
  - ルクヌッディーン・イブラーヒーム（在位：1296年）
3. クトゥブッディーン・ムバーラク・シャー（在位：1316年 - 1320年）
  - シハーブッディーン・ウマル（在位：1316年）

### トゥグルク朝
1. ギヤースッディーン・トゥグルク（在位：1320年 - 1325年）
2. ムハンマド・ビン・トゥグルク（在位：1325年 - 1351年）
3. フィールーズ・シャー・トゥグルク（在位：1351年 - 1388年）
4. ギヤースッディーン・トゥグルク2世（在位：1388年 - 1389年）
5. アブー・バクル・シャー（在位：1389年 - 1390年）
6. ナーシルッディーン・ムハンマド・シャー（在位：1390年 - 1394年）
7. アラー・ウッディーン・シカンダル・シャー（在位：1394年）
8. ナーシルッディーン・マフムード・シャー（在位：1394年 - 1413年）
  - ナーシルッディーン・ヌスラト・シャー（在位：1394年 - 1398年）
9. ダウラト・ハーン・ローディー（在位：1413年 - 1414年）

### サイイド朝
1. ヒズル・ハーン（在位 1414年 - 1421年）
2. ムバーラク・シャー（在位： 1421年 - 1434年）
3. ムハンマド・シャー（在位：1434年 - 1445年）
4. アラー・ウッディーン・アーラム・シャー（在位：1445年 - 1451年）

### ローディー朝
1. バフルール・ローディー（在位：1451年 - 1489年）
2. シカンダル・ローディー（在位：1489年 - 1517年）
3. イブラーヒーム・ローディー（在位：1517年 - 1526年）